# Wailing with Lou
| Recensione | Giudizio |
| ---------- | -------- |
| AllMusic   | [ 1 ]    |

Wailing with Lou è un album musicale di Lou Donaldson pubblicato dalla Blue Note Records nel giugno del 1957.

## Tracce
Lato A
1. Caravan – 5:56 (Duke Ellington, Irving Mills, Juan Tizol)
2. Old Folks – 6:19 (Lee Hill, Willard Robinson)
3. That Good Old Feeling – 6:49 (Lou Donaldson)

Lato B
1. Move It – 5:54 (Lou Donaldson)
2. There Is No Greater Love – 6:52 (Isham Jones, Marty Symes)
3. L.D. Blues – 5:17 (Lou Donaldson)

## Musicisti
Lou Donaldson Quintet:
- Lou Donaldson - sassofono alto
- Donald Byrd - tromba
- Herman Foster - pianoforte
- Peck Morrison - contrabbasso
- Art Taylor - batteria